# Maceió
Maceió è una città del Brasile, capitale dello Stato dell'Alagoas, parte della mesoregione di Leste Alagoano e della microregione di Maceió.

## Origine del nome
Il nome "Maceió" deriva dal termine Tupi maçayó (o maçaio-k), che significa "Ciò che copre la palude".

## Geografia
È localizzata nella parte nord-est del paese a circa 250 km a sud di Recife e si affaccia sull'Oceano Atlantico. Grazie al suo clima tropicale con una temperatura media annua che supera i 25 °C e alla presenza di lunghe spiagge è una rinomata località turistica sia per i brasiliani sia per il turismo estero. È sede di un importante porto nel quale ogni anno attraccano numerose navi da crociera.

## Storia
Intorno all'anno 1000, gli indios Tapuio che abitavano la zona intorno all'attuale città di Maceió furono espulsi verso l'interno del continente dai popoli Tupi provenienti dall'Amazzonia. Nel XVI secolo, quando i primi europei arrivarono nella regione, questa era occupata da uno di questi popoli Tupi: i Caeté.
Nel 1673, il re del Portogallo Alfonso VI ordinò al visconte di Barbacena di costruire un forte nel quartiere di Jaraguá. Questo portò a un grande sviluppo della zona e la piccola città ricevette una piccola cappella dedicata a Nossa Senhora dos Prazeres, oggi patrona della città.
Lo sviluppo del porto di Jaraguá, un porto naturale che facilitava l'attracco delle navi attraverso le quali si esportavano zucchero, tabacco, cocco e spezie accrebbe col tempo l'importanza dell'area. La fondazione ufficiale della città è datata 5 dicembre 1815 con la divisione dal comune dell'Alagoas, mentre l'atto che la rese ufficialmente capitale dello Stato porta la data del 16 dicembre 1839.

## Popolazione
Stimata in 932.748 unità al 2010, la popolazione residente è aumentata a 957.916 abitanti nel 2022.
Abitanti censiti

## Economia
La città e il suo circondario sono ricchi di salgemma che fornisce la materia prima alle industrie chimiche della zona; altrettanto importante è l'industria dell'alcool, del cemento e degli alimentari. Nelle vicinanze hanno importanza anche l'industria estrattiva del petrolio e del gas naturale. Fiorenti sono l'agricoltura e l'artigianato locale, in continua espansione grazie al turismo. La città è stata nominata Capitale americana della cultura nel 2002.

## Sport
Le principali squadre di calcio cittadine sono il Centro Sportivo Alagoano ed il Clube de Regatas Brasil.